# Death Metal (album)
Death Metal è una compilation pubblicata nel 1984 da Noise Records e contenente tracce di Hellhammer, Helloween e Running Wild, all'epoca all'inizio della carriera. Contiene inoltre le uniche tracce dei Dark Avenger, scioltisi poco dopo la pubblicazione.
Le tracce degli Hellhammer, degli Helloween e dei Running Wild sono in seguito state ripubblicate, rispettivamente in Apocalyptic Raids 1990 A.D., nella ristampa di Walls of Jericho e nella ristampa di Masquerade.

## Tracce
Running Wild
1. Iron Heads - 3:38
2. Bones to Ashes - 5:07

Hellhammer
1. Revelations of Doom - 2:46
2. Messiah - 4:30

Dark Avenger
1. Black Fairies - 3:33
2. Lords of the Night - 3:47

Helloween
1. Oernst of Life - 4:41
2. Metal Invaders - 4:27

## Formazioni

### Running Wild
- Rock n' Rolf - voce, chitarra
- Gerald "Preacher" Warnecke - chitarra
- Stephan Boriss - basso
- Wolfgang "Hasche" Hagemann - batteria

### Hellhammer
- Tom "Satanic Slaughter" Warrior - voce, chitarra
- Martin "Slayed Necros" Ain - basso
- Bruce "Denial Fiend" Day - batteria

### Dark Avenger
- Siegfried Kohmann - voce
- Bernd Piontek - chitarra
- Claus Johannson - chitarra
- Uwe Neff - basso
- Andreas Breindl - batteria

### Helloween
- Kai Hansen - voce, chitarra
- Michael Weikath - chitarra
- Markus Großkopf - basso
- Ingo Schwichtenberg - batteria